# Антон Ажбе
Анто́н А́жбе (словен. Anton Ažbe;  30 травня 1862, Доленьчице, Крайна, Словенія — 6 серпня 1905, Мюнхен) — словенський живописець і педагог австро-угорської доби.

## Біографічні відомості
Навчався у Віденській і Мюнхенській академіях мистецтв.
Жив і працював у Мюнхені. 1891 року відкрив у Мюнхені приватну художню школу. У ній навчалися, зокрема, художники Олександр Мурашко, Ігор Грабар, Давид Бурлюк (1902—1903), Труш Іван та Василь Кандінський.

## Твори
Писав переважно портрети.
- «Голова селянина» (близько 1890).
- «У гаремі» (близько 1895).
- «Негритянка» (близько 1895).

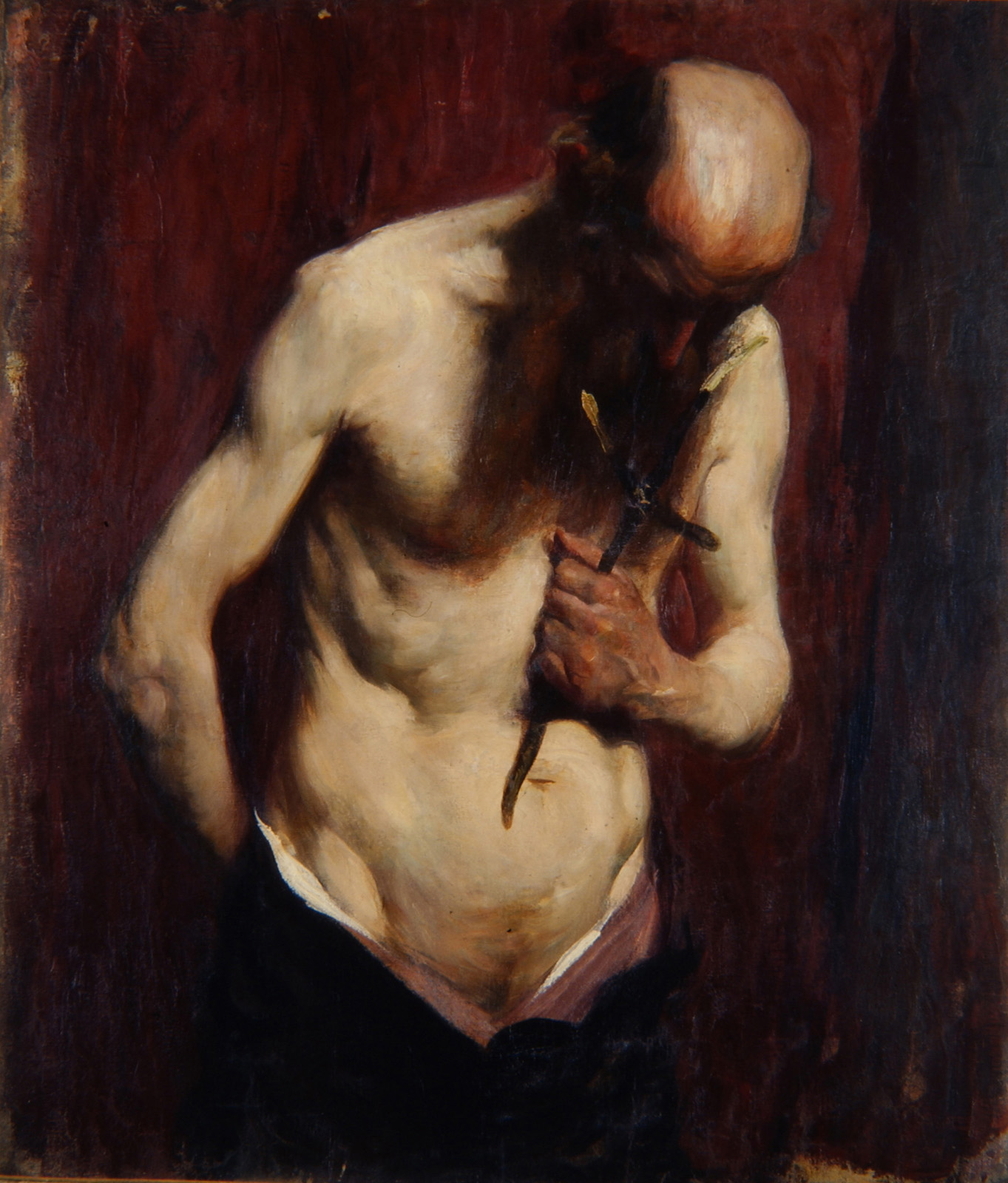
«Відлюдник»
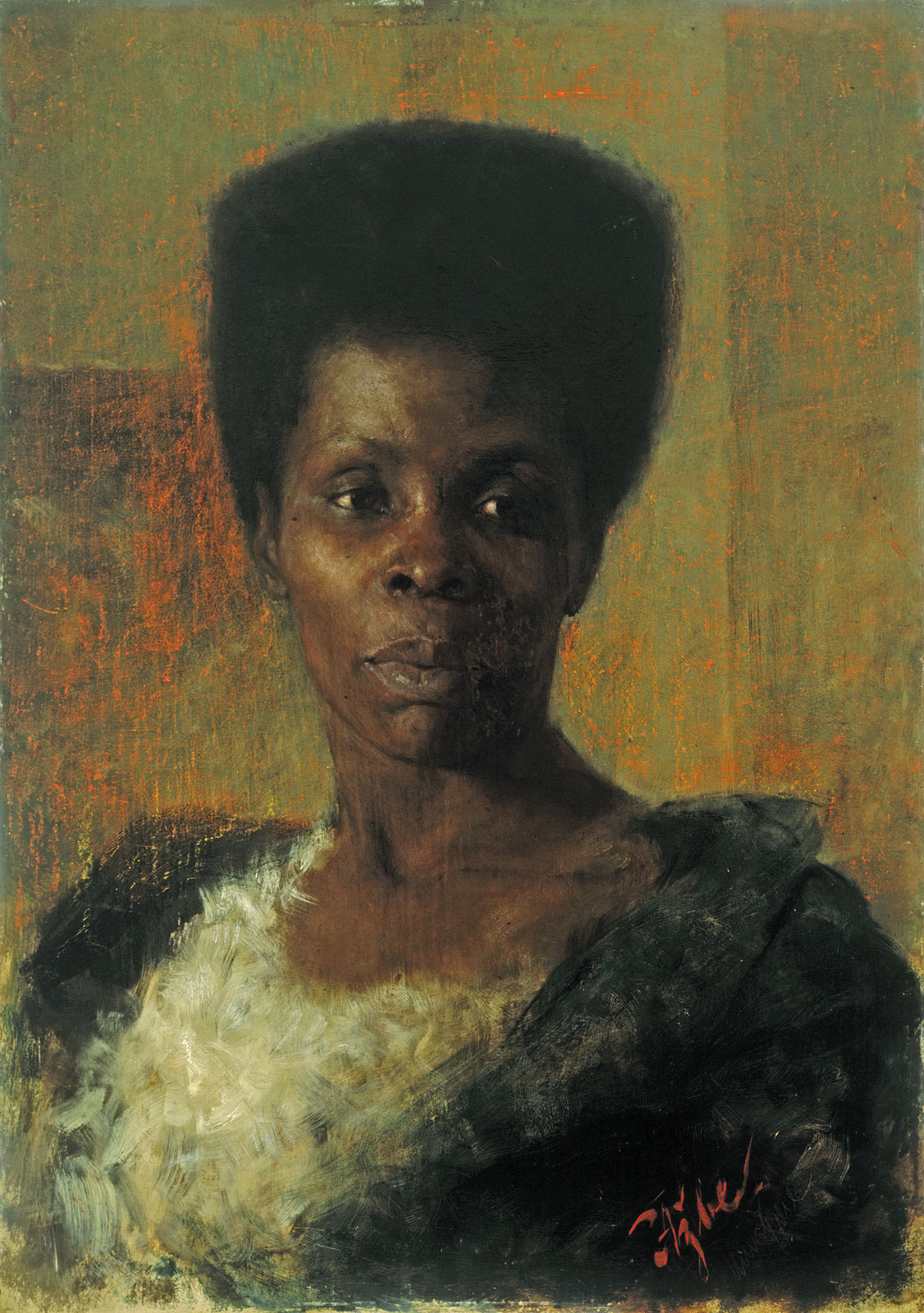
«Негритянка»
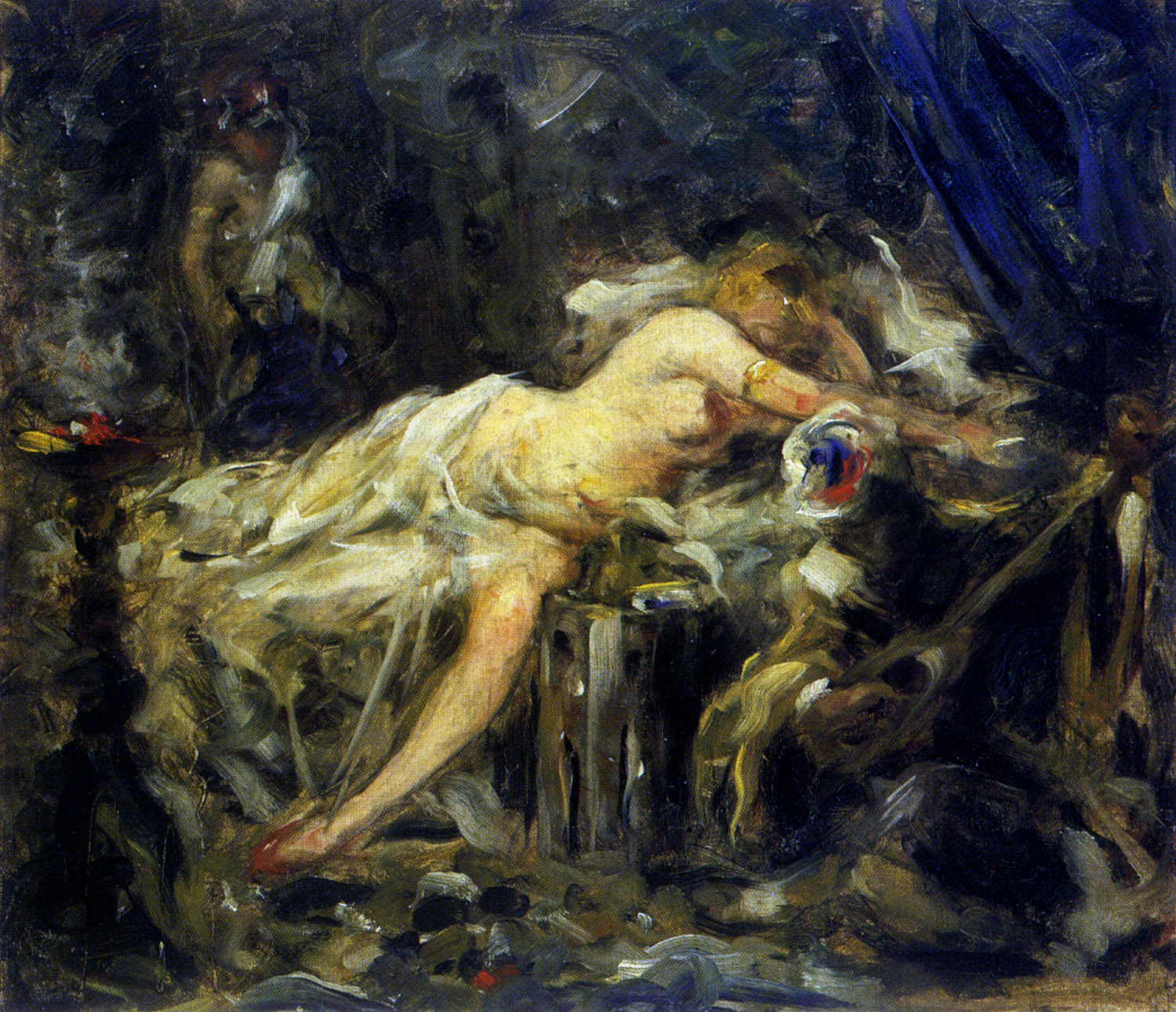
«У гаремі»
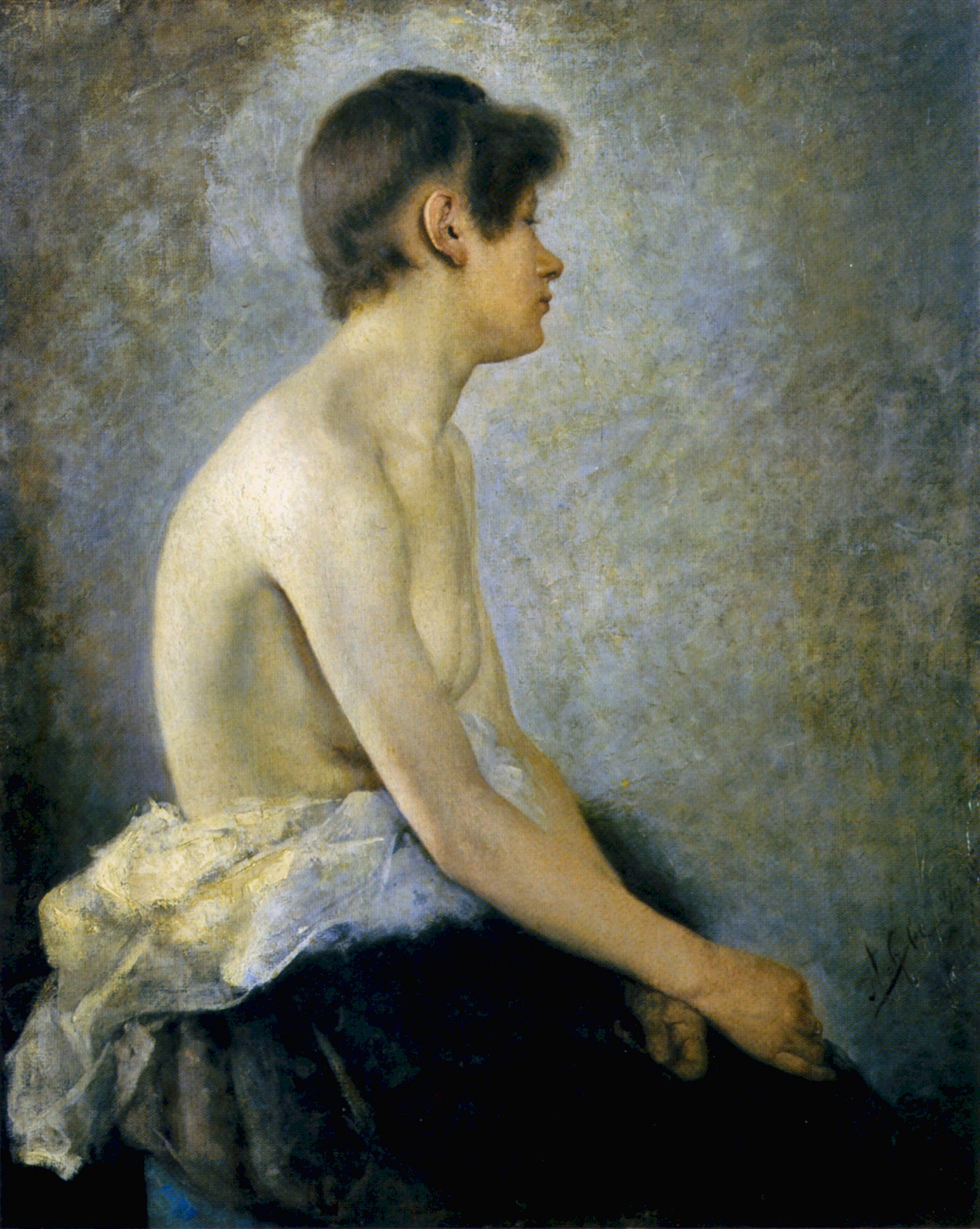
«Напівроздягнена жінка»